# (39870) 1998 DX27
(39870) 1998 DX27 est un astéroïde de la ceinture principale découvert en 1998.

## Description
(39870) 1998 DX27 a été découvert le 23 février 1998 à l'observatoire de Kitt Peak, situé dans l'Arizona (États-Unis), par le projet Spacewatch de l’université de l'Arizona.

### Caractéristiques orbitales
L'orbite de cet astéroïde est caractérisée par un demi-grand axe de 2,34 ua, un périhélie de 1,98 ua, une excentricité de 0,16 et une inclinaison de 5,71° par rapport à l'écliptique. Du fait de ces caractéristiques, à savoir un demi-grand axe compris entre 2 et 3,2 ua et un périhélie supérieur à 1,666 ua, il est classé, selon la JPL Small-Body Database, comme objet de la ceinture principale.

### Caractéristiques physiques
(39870) 1998 DX27 a une magnitude absolue (H) de 16,0 et un albédo estimé à 0,578.